# 13128 Aleppo
A 13128 Aleppo (ideiglenes jelöléssel (13128) 1994 PS28) a Naprendszer kisbolygóövében található aszteroida. Eric Walter Elst fedezte fel 1994. augusztus 12-én.